# Carry van Bruggen
Pour les articles homonymes, voir van Bruggen.
Carry van Bruggen, nom de plume de Caroline Lea de Haan, née à Smilde le 1er janvier 1881 et morte à Laren le 16 novembre 1932, est une femme écrivain néerlandaise.
Elle a également écrit sous les pseudonymes de Justine Abbing et de May. Elle est la sœur aînée de l'écrivain, avocat, homme politique et significus (nl) néerlandais Jacob Israël de Haan, né le 31 décembre de la même année.

## Biographie
Fille du hazzan - chantre pour le culte synagogal - Izak de Haan (1839-1924) et de sa seconde femme Betje Rubens (1852-1912), Carolina Lea de Haan est le troisième enfant du couple qui en a seize, dont sept seulement atteignent l'âge adulte. Son frère Jacob Israël de Haan, journaliste et écrivain qui défraye la chronique avec son roman Pijpelijntjes - du nom du quartier De Pijp à Amsterdam -, naît la même année, le 31 décembre. Alors que Carolina a quatre ans, sa famille emménage à Zaandam, en Hollande-Septentrionale. C'est dans cette ville que la jeune fille grandit et suit des études pour devenir institutrice.

### Mariage scandaleux et premières publications
En 1900, elle s'installe à Amsterdam. Institutrice, elle rencontre l'écrivain et journaliste Kees van Bruggen, de sept ans son aîné. Ce dernier quitte sa femme et épouse Carolina, qui rompt alors avec la tradition juive de son enfance, bien que celle-ci constitue la matière de nombre de publications postérieures. Le scandale provoqué par le divorce et le nouveau mariage est tel que le couple quitte les Pays-Bas pour les Indes néerlandaises. Kees van Bruggen dirige alors le journal Deli-Courant, auquel collabore celle qui signe désormais sous le nom de Carry van Bruggen. En 1905, Carry van Bruggen donne naissance à son premier enfant, une fille : Bertha.
En 1907, le couple revient à Amsterdam ; leur deuxième enfant, Kees, naît un an plus tard. Carry collabore à divers journaux et publie son premier livre : In de schaduw ("Dans l'ombre"). en 1908. Deux ans plus tard paraît son roman De verlatene. Een roman uit het Joodsche Leven ("L'abandonné. Roman de la vie juive"), qui lui apporte la notoriété. C'est à cette époque qu'elle rencontre celui qui deviendra un soutien important dans sa carrière : l'écrivain et critique Frans Coenen (1866-1936). En 1912, en raison de l'adhésion de Jacob Israël de Haan à la Ligue sioniste néerlandaise, Carry van Bruggen prend ses distances avec son frère.

### Reconnaissance littéraire
En 1913, elle publie Heleen. « Een vroege winter » ("Hélène. « Un hiver précoce »"). Ce roman, qui la consacre comme écrivain dans le milieu littéraire néerlandais, constitue une rupture d'avec ses œuvres précédentes : Carry s'éloigne en effet du courant naturaliste pour privilégier davantage une narration plus intérieure, marquée par l'introspection.
Séparée de son mari en 1914, Carry s'installe avec ses enfants à Laren, en Hollande-Septentrionale ; le divorce est officiellement prononcé deux ans plus tard. Elle se lance alors dans une intense activité de publications, de cours et de conférences, afin de nourrir seule sa famille.
Pendant quatre ans, elle travaille sur un ouvrage de philosophie et d'histoire littéraire : Prometheus : een bijdrage tot het individualisme in de literatuur ("Prométhée : contribution à la compréhension du développement de l'individualisme dans la littérature") paraît en 1919. Cette étude développe toutes les théories chères à l'écrivain : « Carry van Bruggen parcourt la littérature occidentale, de l'Antiquité grecque au début du XXe siècle, pour étudier la manière dont s'y déploie, conformément aux conceptions propres à chaque époque, la lutte entre l'individu et la collectivité, entre le Droit et le Pouvoir, dont Prométhée et Jupiter sont les symboles respectifs. »
En 1920, elle se marie avec Adriaan Pit (1860-1944), ancien directeur du Musée néerlandais d'histoire et d'art, rencontré une dizaine d'années auparavant.
Entre 1921 et 1925, elle fait paraître divers récits inspirés de son enfance, dont certains connaissent un grand succès : Het huisje aan de sloot ("La maisonnette près du fossé") en 1921, Avontuurtjes ("Petites aventures") en 1922, Vier jaargetijden ("Quatre saisons") et Hedendaagsch fetischisme ("Fétichisme d'aujourd'hui"), publiés respectivement en 1924 et 1925.
Jacob Israël de Haan, qui avait rompu avec le sionisme peu auparavant, est assassiné à Jérusalem en 1924. L'année suivante, Carry introduit un recueil posthume d'articles de son frère.

### Les dernières années:Evaet la dépression
En 1927, Carry publie son dernier roman, Eva. Cette œuvre est la première, dans la littérature néerlandophone, à être intégralement écrite sous la forme d'un monologue intérieur : « L’auteur manie avec finesse la technique du "flux de conscience", alors presque inconnue dans la littérature d’expression néerlandaise, pour nous faire partager les pensées et les interrogations de son héroïne. En quête d’authenticité dans sa vie intime et de vérité dans le domaine métaphysique, Eva s'efforce de démêler les aspirations contradictoires qu'elle ressent dans une société marquée par les interdits et les tabous. »
Au cœur du roman Eva, Carry van Bruggen évoque un thème qui lui est cher : la musique - à travers une symphonie de Gustav Mahler. La musique se révèle un appui majeur dans la construction de soi : elle permet une appréhension de son propre être par l'expérience artistique. Le critique Pierre Monastier parle d'une union possible entre la compréhension et la sensibilité, que la musique vient esquisser et que le style littéraire de la romancière révèle : « Carry van Bruggen exprime avec finesse cette expérience artistique vécue par Eva, tiraillée entre la lumineuse mélodie qui emplit l’espace secret de son âme et le désir de tout ressaisir intellectuellement. Sa plume porte la marque de cette oscillation, jusque dans les nombreux points de suspension qui manifestent les tâtonnements du cœur autant qu’ils épousent les silences d’une musicalité faite mots. »
En 1928, Carry van Bruggen commence une longue phase de dépression qui la conduira à sa mort le 16 novembre 1932, à la suite d'une overdose de somnifères.

## Œuvres

### Œuvres parues en français
- La Maisonnette près du fossé, traduction Neel Doff, Lire, 1, août 1931
- Eva, traduction, annotation et postface de Sandrine Maufroy, coll. "Version françaises", Éditions Rue d'Ulm, Paris, 2016, 292 p.  (ISBN 978-2-7288-0560-0), ISSN 1627-4040)

### Œuvres originales en néerlandais (sélection)
- 1908 : In de schaduw ("Dans l'ombre")
- 1909 : 'n Badreisje in de tropen ("Un voyage aux bains sous les tropiques")
- 1909 : Breischooltje ("École de couture")
- 1910 : De verlatene. Een roman uit het Joodsche Leven ("L'abandonné. Roman de la vie juive")
- 1913 : Heleen. « Een vroege winter » ("Hélène. « Un hiver précoce »")
- 1914 : Het Joodje ("Le petit juif")
- 1915 : Een coquette vrouw ("Une coquette")
- 1919 : Prometheus : een bijdrage tot het individualisme in de literatuur ("Prométhée : contribution à la compréhension du développement de l'individualisme dans la littérature")
- 1920 : Uit het leven van een denkende vrouw ("Moments de la vie d'une femme qui pense")
- 1921 : Een Indisch huwelijk ("Un mariage aux Indes")
- 1921 : Het huisje aan de sloot ("La maisonnette près du fossé")
- 1922 : Avontuurtjes ("Petites aventures")
- 1924 : Vier jaargetijden ("Quatre saisons")
- 1925 : Hedendaagsch fetischisme ("Fétichisme d'aujourd'hui")
- 1927 : Eva